# Čengić
Čengić är ett samhälle i Bosnien och Hercegovina.   Det ligger i entiteten Republika Srpska, i den östra delen av landet, 110 km nordost om huvudstaden Sarajevo. Čengić ligger 170 meter över havet och antalet invånare är 936.
Terrängen runt Čengić är platt åt nordost, men åt sydväst är den kuperad. Närmaste större samhälle är Bijeljina, 14,1 km norr om Čengić. 
Trakten runt Čengić består till största delen av jordbruksmark. Runt Čengić är det ganska tätbefolkat, med 104 invånare per kvadratkilometer.